# Het meisje van de Yukon
Het meisje van de Yukon is een Frans-Joegoslavische stripreeks die begonnen is in april 2005 met Philippe Thirault als schrijver en Sinisa Radovic als tekenaar.

## Albums
Alle albums zijn geschreven door Philippe Thirault, getekend door Sinisa Radovic en uitgegeven door Dupuis.
1. De trap naar het goud
2. Gespleten hoofd
3. Eldoradores